# Кинг, Теа
Теа Кинг (англ. Thea King; 26 декабря 1925, Хитчин, Хартфордшир, Англия — 26 июня 2007, Лондон) — британская кларнетистка и музыкальный педагог.

## Краткая биография
Училась в Королевском музыкальном колледже у Артура Александра как пианистка, выбрав кларнет своим вторым инструментом. Однако влияние педагога по кларнету Фредерика Тёрстона оказалось настолько велико, что Кинг постепенно переориентировалась на кларнет полностью, ассистировала Тёрстону в его классе, а в январе 1953 г., менее чем за год до смерти Тёрстона от рака, вышла за него замуж и никогда больше не вступала в брак.
Теа Кинг как исполнитель предпочитала разного рода камерные составы. В 1953 г. она была в первом составе ансамбля духовых инструментов «Portia Wind Ensemble», основанного Рут Джипс, и выступала в нём на протяжении 13 лет. В 1955—1973 гг. она играла в камерном оркестре «London Mozart Players» произведения, как понятно из названия, моцартовской эпохи. В 1964 г. Кинг заняла место первого кларнета в Английском камерном оркестре и продолжала участвовать в выступлениях оркестра вплоть до 1999 г. В то же время Кинг много исполняла произведения современных британских композиторов. Кинг не оставляла полностью фортепиано: так, в 2001 г. на мемориальном концерте к столетию своего мужа она аккомпанировала выступавшим кларнетистам, а среди записей, сделанных Кинг для BBC, есть уникальная: Концертштюк Феликса Мендельсона (op.114) для кларнета, бассетгорна и фортепиано, в котором Кинг исполняет все три партии.
В 1961—1987 гг. Кинг преподавала в Королевском музыкальном колледже, а с 1988 г. в Гилдхоллской школе музыки и театра. Среди учеников Кинг — едва ли не все ведущие кларнетисты Великобритании.